# تاريخ جيبوتي
يعتبر قدماء المصريين أول من أقام علاقات مع ما يعرف الآن بجمهورية جيبوتي التي انتزعت استقلالها في 27 حزيران، 1977، من فرنسا.

## التاريخ القديم

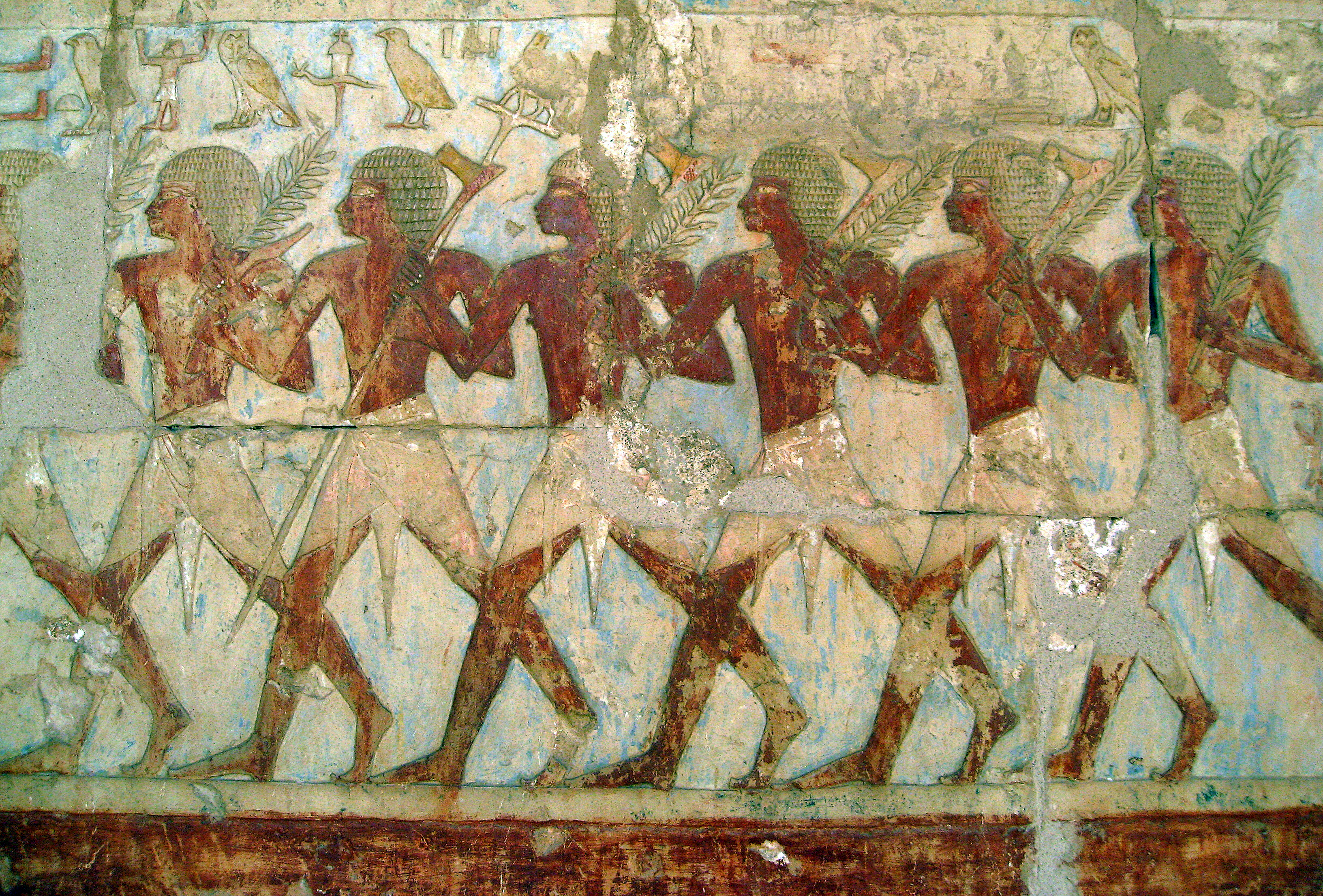
حملة حتشبسوت إلى أرض بونت

يعتبر قدماء المصريين أول من أقام علاقات مع هذا الجزء من العالم، إذ أن أول بعثة مصرية بحرية إلى هذه المنطقة كانت في الألف الثالث ق.م. خلال حكم فرعون مصر بيبي الأول. إلا أن علاقات القرن الأفريقي مع جنوب غربي شبه الجزيرة العربية أكثر ثباتاً من علاقاته بالمصريين. فقد نزحت قبائل سامية من جنوبي الجزيرة العربية في موجات متعاقبة عبر البحر الأحمر، فانصهرت ونتج عن ذلك حضارة أكسوم. منهم عرب الجزيرة العربية وخاصة عرب اليمن وحضرموت وعمان، استطاعوا أن يعبروا مضيق باب المندب، وأن يكتشفوا البلاد الواقعة إلى الجنوب من هذا المضيق، من بلاد الدناقل شمالاً إلى موزمبيق وجزيرة مدغشقر جنوباً. وقد كان التبادل التجاري وسيلة الاتصال بين عرب شبه الجزيرة العربية وبين شرقي أفريقيا، وساعدهم على ذلك الرياح الموسمية، وموقع بلاد العرب الجغرافي على طريق التجارة بين الشرق والغرب، وأقام العرب محطات لتموين مراكبهم وتخزين بضائعهم التي كانت تأتي من داخل القارة، مما ساعد على قيام مراكز عمرانية. كانت دولة مسيحية قبطية قد تكونت على المرتفعات عرفت بـالامبراطورية الحبشية.ومع مجيء الإسلام، فقد كانت هذه الأراضي لقربها من الشرق إحدى أول المحطات لنشر الدين الجديد بين القرن الثامن والعاشر حيث شكلوا سلطنات وممالك إسلامية منها إمارة عدل التي يفخر أهالي جيبوتي بها لكونها إمارة أجدادهم.
بقيت هذه المناطق معزولة لمدة قرون إلى أن بدأ التوسع الأوروبي الاستعماري يتجه نحوها. وكان العثمانيون والمصريون يسيطرون على شواطئ البحر الأحمر، وبعد فتح قناة السويس سنة 1869 أصبحت هذه السواحل متنافساً عليها من قبل الأوروبيين. بعد ظهور بريطانيا كقوة بحرية كبيرة بدأت بتدعيم المواقع والنوافذ التي تتحكم بالبحر الأحمر وطريق الهند فأسرعت إلى شراء جزيرة في مدخل تاجورة جيبوتي. وبعد احتلال بريطانيا لمصر بعامين 1884 احتلت ميناءي زيلع وبربرة وأتبعتهما بمحمية الصومال 1827 م. وفي العام الذي احتلت فيه بريطانيا عدن ارسلت فرنسا إحدى بوارجها بهدف السعي لشراء قطعة أرض على ساحل أفريقيا الشرقي. وقد تمكنت في سنة 1862 من اقناع زعماء العفر (الدناقل) في جيبوتي ببيع ميناء أوبوك على الساحل الشمالي لخليج تاجورة.

## الاستعمار الفرنسي
بعد احتلال بريطانيا لمصر في عام 1882 عقب الثورة العرابية، اقتسمت أملاكها في أفريقيا كل من بريطانيا وفرنسا وإيطاليا وبليجكا وأثيوبيا. فتوسع الفرنسيون بالاستيلاء على تاجورة وبقية الأراضي التي تشكل جمهورية جيبوتي الآن. وفي سنة 1892 اتخذ الحاكم الفرنسي للمستعمرة قراراً بالبدء في تشييد مدينة جيبوتي التي أصبحت مقراً للإدارة الاستعمارية الفرنسية. وقد أصبحت هذه المستعمرة تعرف باسم الصومال الفرنسي منذ سنة 1896 م. وبقي هذا الاسم متداولاً حتى 3 يوليو 1967 حين أطلقت الإدارة الفرنسية عليه اسم «الإقليم الفرنسي للعفر والعيسى».
بدأ الكفاح الشعبي يتخذ شكلاً منظماً في سنة 1945م، حينما انتخب السيد محمود حربي رئيساً لفرع حزب وحدة الشباب الصومالي في جيبوتي. وفي عام 1947 م، أنشأ أول نقابة للعمال وانتخب رئيساً لها، وكانت هذه النقابة تضم جميع الأيدي العاملة إلى جانب العناصر المستنيرة، وقد أصبحت هذه النقابة قوة سياسية لها اعتبارها، وأخذت تنمو وتتسع حتى تألف منها حزب الاتحاد الجمهوري الذي نادى باتحاد جميع أجزاء الصومال في جمهورية واحدة.

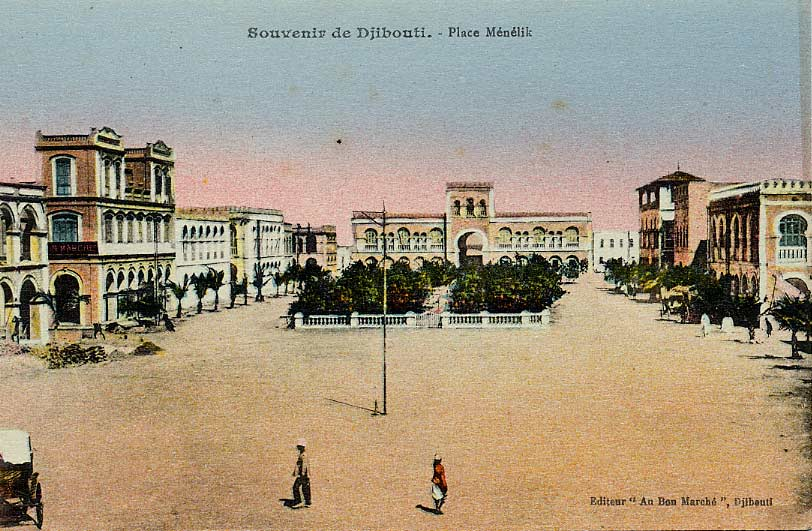
ساحة مينيليك, جيبوتي، 1905.

أدى نمو الوعي القومي في البلاد إلى إجبار الفرنسيين على السماح بقيام مجلس تشريعي عام 1950 م، نصف أعضائه من الصوماليين والنصف الآخر من المستوطنين الأجانب. وقد أسفرت نتيجة الانتخابات عن فوز جميع مرشحي حزب الاتحاد الجمهوري. وبالرغم من أن هدف الفرنسيين كان تهدئة الخواطر فقط، إلا أن هذا المجلس تمكن من أن يكون قاعدة لانطلاق القوى التحررية في البلاد. وفي سنة 1956م أُجري استفتاء شعبي لاختيار ممثل الصومال في الجمعية الفرنسية، ففاز السيد محمود حربي. وفي نفس السنة جرت مقاومة صومالية وتدمير لبعض المنشآت الفرنسية التي كانت فرنسا تخزن فيها المواد التموينية والأسلحة وترسلها إلى إسرائيل. واحتجاجاً على عدوان إسرائيل على مصر عام 1956 م وإزاء استمرار الكفاح والمطالبة بالاستقلال اضطر الفرنسيون إلى إصدار قانون يمنح جميع المستعمرات الفرنسية حق تأليف حكومات محلية. وعلى هذا الأساس حُل المجلس القديم، وأُجريت انتخابات جديدة دخل معركتها حزبا الاتحاد الجمهوري والحزب الوطني. وقد فاز فيها حزب الاتحاد الجمهوري بجميع المقاعد في المجلس التشريعي، وألف محمود حربي أول وزارة صومالية وكان جميع أعضائها من الصوماليين. عندما انتهت مدة عضوية نائب المستعمرة في مجلس الشيوخ الفرنسي، تقدم للانتخابات أحمد فتحي قوضي أحد أعضاء حزب الاتحاد الجمهوري، ففاز بعضوية مجلس الشيوخ الفرنسي. أصبح حزب الاتحاد الجمهوري هو الذي يحكم جيبوتي بعد أن فاز بأغلبية في المجلس التشريعي، والوزارة المحلية أيضًا. وأصبح رئيس الحزب رئيسًا للوزراء وممثلاً للحزب في الجمعية الوطنية، وأحد أعضائه يمثل الصومال في مجلس الشيوخ الفرنسي.

## الاستقلال

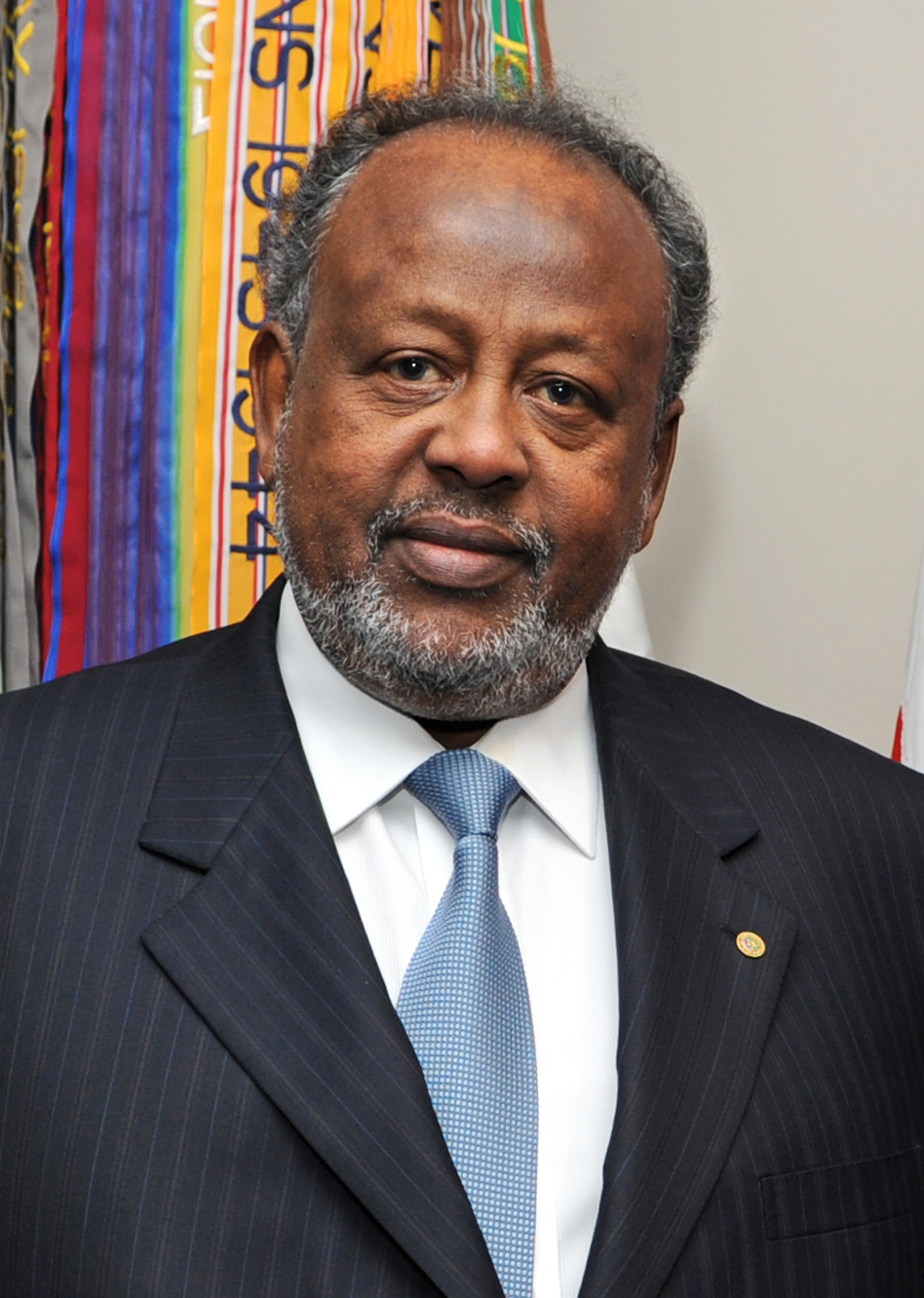
اسماعيل عمر جيله 76سنة، الرئيس الثاني في تاريخ جيبوتي منذ 8 مايو 1999م.

في سنة 1958، تولى الرئيس الفرنسي شارل ديجول السلطة في فرنسا، ووضع دستوره الجديد الذي أعلن فيه أن من حق أية مستعمرة فرنسية ترفض هذا الدستور أن تحصل على الاستقلال. وعندها قاد محمود حربي حملة دعاية واسعة النطاق ضد دستور ديجول، فانزعجت السلطات الفرنسية المحلية في الصومال وفي فرنسا ذاتها. وحاولت السلطات الفرنسية استمالته بشتى الوسائل لوقف حملته ضد دستور ديجول ولكنه رفض، لذلك عملت فرنسا على القضاء على حزب الاتحاد الجمهوري قبل الاستفتاء على دستور ديجول بوسائل عدة منها: منع الاجتماعات والمظاهرات الوطنية، كما قبضت السلطات الفرنسية على عدد كبير من المواطنين وزجَّت بهم في السجون.
ولما طُرح الاستفتاء، خُيِّرَ سكان الصومال الفرنسي بين استمرار تبعيتهم لفرنسا وبين الاستقلال. وقد أثار هذا الاستفتاء خلافاً كبيراً بين الصوماليين، ومع ذلك فقد جاءت نتيجة الاستفتاء ضد دستور ديجول بنسبة 75% بينما ادعت فرنسا أن نتيجة الاستفتاء لصالح المؤيدين لتبعية فرنسا.
جرت تظاهرات عامة مطالبة باستقلال الصومال أثناء زيارة الرئيس الفرنسي الأسبق شارل ديغول إلى الصومال في أغسطس 1966 م، وفي 21 سبتمبر من نفس السنة أعلن لويس ساجت الحاكم العام المعين في الإقليم بعد هذه التظاهرات ان قرار الحكومة الفرنسية هو إجراء استفتاء لتحديد بقاء جيبوتي ضمن الجمهورية الفرنسية أو أن تمنح استقلالها، وفي مارس 1967 اختار «60%» استمرار الإقليم مرتبطا بفرنسا.
قررت فرنسا عام 1967 م تغيير اسم الإقليم ليصبح إقليم عفار وعيسى الفرنسي، كما قررت الحكومة الفرنسية أيضا الاعتراف بالهيكل الحكومي للإقليم، وذلك بجعل الممثل الفرنسي - والذي كان سابقا الحاكم العام للإقليم - مبعوثا ساميا. وزيادة على ذلك تم تعديل المجلس التنفيذي ليصبح كمجلس للحكومة يضم تسعة أعضاء. وفي سنة 1975 بدأت الحكومة الفرنسية، تتلقى عدة مطالبات باستقلال الإقليم ثم تم إجراء التصويت على الاستقلال في مايو 1977 م، وتم تأسيس جيبوتي في 27 يونيو 1977 م.

## الاحتجاجات الجيبوتية
انتقلت عاصفة الاحتجاجات الشعبية جيبوتي حيث طالب المتظاهرون بتنحي الرئيس إسماعيل عمر جيله، وتأجيل موعد الانتخابات.